# ألكسندر سيموني
ألكسندر سيموني (بالبرتغالية: Alexandre Simoni‏) مواليد 2 يوليو 1979 في ساو باولو، هو لاعب كرة مضرب برازيلي سابق بدأ مسيرته كمحترف سنة 1997 وكان يلعب باليد اليمنى. أعلى تصنيف له في الفردي كان المركز الـ 96 في سنة 2001. كانت أفضل نتائجه في عام 2001 عندما وصل إلى الدور نصف النهائي مرتين: في بطولتي بوغوتا و سلفادور.

## روابط خارجية
- ألكسندر سيموني على موقع رابطة محترفي التنس (الإنجليزية)
- ألكسندر سيموني على موقع الاتحاد الدولي لكرة المضرب (الإنجليزية)
- ألكسندر سيموني على موقع كأس ديفيز (الإنجليزية)
- ألكسندر سيموني على موقع خلاصة التنس.كوم (الإنجليزية)